# Toshimitsu Asai
Toshimitsu Asai (浅井 俊光 Asai Toshimitsu?, nacido el 4 de abril de 1983 en Shizuoka) es un exfutbolista japonés. Jugaba de guardameta y su último club fue el Nara Club de Japón.

## Trayectoria

### Clubes
| Club            | País  | Año         |
| --------------- | ----- | ----------- |
| Sagan Tosu      | Japón | 2006 - 2010 |
| Blaublitz Akita | Japón | 2011 - 2015 |
| Nara Club       | Japón | 2016        |

## Estadística de carrera

### J. League
| Club            | Año   | J. League | J. League | Copa J. League | Copa J. League | Total | Total |
| Club            | Año   | Part.     | Goles     | Part.          | Goles          | Part. | Goles |
| --------------- | ----- | --------- | --------- | -------------- | -------------- | ----- | ----- |
| Sagan Tosu      | 2006  | 14        | 0         | -              | -              | 14    | 0     |
| Sagan Tosu      | 2007  | 14        | 0         | -              | -              | 14    | 0     |
| Sagan Tosu      | 2008  | 4         | 0         | -              | -              | 4     | 0     |
| Sagan Tosu      | 2009  | 5         | 0         | -              | -              | 5     | 0     |
| Sagan Tosu      | 2010  | 0         | 0         | -              | -              | 0     | 0     |
| Blaublitz Akita | 2014  | 8         | 0         | -              | -              | 8     | 0     |
| Blaublitz Akita | 2015  | 0         | 0         | -              | -              | 0     | 0     |
| Total           | Total | 45        | 0         | 0              | 0              | 45    | 0     |